# Gené
Gené era una comuna francesa situada en el departamento de Maine y Loira, de la región de Países del Loira, que el 28 de diciembre de 2015 pasó a ser una comuna delegada de la comuna nueva de Erdre-en-Anjou al fusionarse con las comunas de Brain-sur-Longuenée, La Pouëze y Vern-d'Anjou.

## Demografía
| Gráfica de evolución demográfica de Gené entre 1800 y 2013 |
|                                                            |

Los datos demográficos contemplados en este gráfico de la comuna de Gené se han cogido de 1800 a 1999 de la página francesa EHESS/Cassini, y los demás datos de la página del INSEE.